# グレイ建設
グレイ建設（グレイけんせつ、Gray Construction）とは、アメリカ　ケンタッキー州　レキシントン市に本社を置く、工場・倉庫等の産業施設の設計・施工をメイン業務とするアメリカゼネコンである。1970年にJames N. Grayによって設立された。日本企業の工場建設プロジェクトを1970年代から現在まで320件以上もこなしており、日本企業のアメリカ進出プロジェクトに大きく貢献している米国の建設会社である。

## 概要
代表者
Jim Gray (CEO)
伊藤 英雄(Senior Advisor)
本社所在地
10 Quality Street Lexington Kentucky 40507-1450, USA

### 特徴
東海岸から西海岸まで全米本土全域において、世界各国からのプロジェクトを遂行してきた。また、プロジェクトの産業ジャンルも多岐に渡っており、自動車製造関係、電機関係、石油化学、半導体、OA関連製品、食品化学工場など、あらゆる分野での実績がある。アメリカのゼネコンには珍しく日本人がプロジェクトの指揮を執っており、発注した日本企業からの安心度も高い。2003年からは日本事務所も開設され、更にサービスが充実してきた。日系のスーパーゼネコンとの競争入札などでは殆ど負けたことが無く、比較しても価格面での競争力は非常に強い。アメリカ人スタッフと日本人スタッフ両方の強みを生かしたサービスは、アメリカ国内のゼネコンは勿論のこと日系ゼネコンでも類をみない。
日本事務所と全米をカバーする拠点によって、グレイ建設は日本企業のアメリカ進出を、強力にサポートしている。グレイ建設では、日本で、現地で、日本語で、日本人によるサービスが可能である。海外進出に関する相談はもちろん、用地選定やFS（フィジビリティスタディ）、EPA（環境申請業務）のサポートから建設プロジェクトの完了まで、幅広いサービスを提供している。

## 主な受注先
- 曙ブレーキ
- 旭硝子
- ADEKA
- 市光工業
- 出光興産
- 花王
- 協豊製作所
- 神戸製鋼
- 島津製作所
- ジェイテクト
- 住友化学
- 住友電気工業
- ダイセル
- 東芝
- 東洋インキ製造
- TOYO TIRE
- 東洋ラヂエター
- トキコ
- トヨタ自動車
- 豊田通商
- 豊田鉄工
- 日本発条
- 日本ピストンリング
- 日産自動車
- 日立製作所
- ブリヂストン
- 豊和繊維工業
- 三菱ガス化学
- ヤマサ醤油
- 横浜ゴム
- リケンテクノス
- YKK

など（敬称略　五十音順）

## 関連会社
- WS Construction
- I.C.E Builders, Inc.
- Operations Associates